# 希腊世界遗产名录

根据联合国教科文组织1972年制订的《保护世界文化和自然遗产公约》，世界遗产是指对全人类有重要文化或自然价值的遗产项目。希腊1981年7月17日加入公约，该国自然和文化遗迹因此有资格列入《世界遗产名录》。
希腊到2023年共有19处世界遗产，其中文化遗产17项，另有文化和自然价值兼备的复合遗产迈泰奥拉与阿索斯山。1986年该国入选第一项世界遗产巴赛的阿波罗·伊壁鸠鲁神庙，次年又入选德尔斐考古遗址与雅典卫城。1988年希腊新增五项世界遗产，1989、1990、1999年各两项，1992、1996、2007年各一项，2016年最新入选的项目是腓立比考古遗址。该国世界遗产没有跨国项目。此外，希腊还有13项遗产入选预备名单，均在2014年提名。

## 世界遗产
联合国教科文组织根据十项标准收录世界遗产，入选的每一个必须符合至少一项标准，其中第一（i）至六（vi）项为文化遗产，第七（vii）至十（x）项为自然遗产，同时符合文化和自然遗产标准的叫复合遗产，顺序按入选年份排列。
| 名称                                               | 图像 | 地址（大区）           | 入选年份 | 教科文数据                         | 简介 |
| -------------------------------------------------- | ---- | ---------------------- | -------- | ---------------------------------- | --- |
| 巴赛的阿波罗·伊壁鸠鲁神庙                          |      | 伯罗奔尼撒             | 1986     | 392；i、ii、iii（文化）            | 神庙公元前五世纪建于阿卡迪亚山区（今阿卡迪亞州境内），是保护非常完好的古典时代纪念建筑。神庙包含全部三种古典柱式建筑风格，分别是多立克柱式、爱奥尼柱式、科林斯柱式。神庙停止使用后为世人遗忘近1700年，18世纪再度发现引起学者和艺术家关注。                                                                                       |
| 德尔斐考古遗址                                     |      | 中希臘                 | 1987     | 393；i、ii、iii、iv、vi（文化）    | 德尔斐位于帕纳塞斯山脚下，是泛希腊圣所阿波罗神殿所在地，也是希腊人眼中的“世界肚脐”（翁法洛斯）。阿波罗女祭司皮媞亞住在神殿，接收希腊各地前来的朝圣者。公元前六世纪德尔斐便是古希腊世界宗教中心和统一象征。 |
| 雅典卫城                                           |      | 阿提卡                 | 1987     | 404；i、ii、iii、iv、vi（文化）    | 雅典卫城位于陡峭的山丘，由防御工事逐渐发展成崇拜雅典娜女神的宗教圣所。公元前五世纪希腊人战胜波斯人后，伯里克利带领雅典人修建大量纪念建筑，如帕德嫩神廟、厄瑞克忒翁神庙、雅典衛城山門、雅典娜勝利神廟。雅典卫城的古迹对新古典主义建筑影响很大。                                                                                   |
| 阿索斯山                                           |      | 阿索斯山修道院共同體   | 1988     | 454；i、ii、iv、v、vi、vii（复合） | 阿索斯山位于狭长半岛，自拜占庭时期就享有自治地位。这里有约20座活跃寺庙，自十世纪起就是正教會精神中心，对宗教建筑和纪念绘画发展十分深远。 |
| 曼代奥拉                                           |      | 色萨利                 | 1988     | 455；i、ii、iv、v、vii（复合）     | 曼代奥拉是砂岩山峰组成的岩层，上有24座正教会修道院。许多寺院是15世纪隱士理念再度兴起时建在几乎无路前往的山上，再经16世纪壁画装饰，代表后拜占庭风格绘图发展的关键时期。 |
| 塞萨洛尼基古建筑                                   |      | 中马其顿               | 1988     | 456；i、ii、iv（文化）             | 塞萨洛尼基是基督教早期传播基地，拥有公元四世纪到十五世纪修建的圣大卫、圣迪米特里奥斯（图）等众多教堂。城墙建于拜占庭早期，四世纪罗马帝国皇帝伽列里乌斯下令建造的加莱里乌斯拱门后来改建成教堂。 |
| 埃皮达鲁斯考古遗址                                 |      | 伯罗奔尼撒             | 1988     | 491；i、ii、iii、iv、vi（文化）    | 公元前六世纪末，埃皮达鲁斯城邦形成崇拜医神阿斯克勒庇俄斯的潮流。当地主要古迹包括阿斯克勒庇俄斯神庙、圆庙，以及有古希腊最佳剧场美誉的埃皮達魯斯古代劇場。古迹还在医学史上占有重要地点，代表人类从相信神迹治病转为医学治病。 |
| 罗得中世纪古城                                     |      | 南愛琴                 | 1988     | 493；ii、iv、v（文化）             | 1309至1523年，耶路撒冷圣若望骑士团占领罗得岛，把罗得市建成据点，用四公里长的城墙包围，防御工事建在已有的拜占庭时期工事基础上。上城区有许多哥特时期建筑，如大团长宫、大医院、骑士大街。奥斯曼帝国占领罗得岛后把大部分教堂改建成清真寺。岛屿落入意大利人之手后，当地在20世纪初重建。                                               |
| 米斯特拉斯考古遗址                                 |      | 伯罗奔尼撒             | 1989     | 511；ii、iii、iv（文化）           | 亚该亚侯国亲王维拉哈都因的威廉1249年在塔伊耶托斯山脉的山坡上建起堡垒，米斯特拉斯便在堡垒周围发展起来。1262年落入拜占庭帝国之手后，米斯特拉斯在古希腊文艺复兴时期繁荣发展，此后又先后由奥斯曼帝国与威尼斯共和国占领。1834年后，当地居民开始迁往更现代化的斯巴达，米斯特拉斯沦为废墟。                                             |
| 奥林匹亚考古遗址                                   |      | 西希腊                 | 1989     | 517；i、ii、iii、iv、vi（文化）    | 奥林匹亚早在公元前十世纪便成为宙斯崇拜中心，是泛希腊圣所并从公元前776年开始举办古代奥林匹克运动会。除寺庙与圣所外，这里还有奧林匹亞體育場等体育场馆遗迹。 |
| 提洛岛                                             |      | 南愛琴                 | 1990     | 530；ii、iii、iv、vi（文化）       | 提洛岛是希腊神话里阿波罗与阿耳忒弥斯的出生地，是代表古风与古典时期的重要泛希腊圣迹。阿波罗圣所吸引希腊各地人士前来朝圣，提洛岛成为繁荣贸易港口，公元前69世纪后逐渐衰落。 |
| 达夫尼修道院、俄西俄斯罗卡斯修道院和希俄斯新修道院 |      | 中希臘、阿提卡、北愛琴 | 1990     | 537；i、iv（文化）                 | 三家修道院位于希腊不同位置，是拜占庭中期宗教建筑典范并有相通的的美学特征。三座修道院都采用八角形建筑方案，希俄斯新修道院呈简单的八角形，另外两座修道院中间位置由各种海湾包围。这些修道院都以11和12世纪的大理石作品和马赛克装饰，左图是俄西俄斯罗卡斯修道院。                                                                     |
| 萨莫斯岛的毕达哥利翁及赫拉神殿                     |      | 北愛琴                 | 1992     | 595；ii、iii（文化）               | 萨摩斯岛是爱琴海诸岛靠近小亚细亚的战略要地，航海和商业实力雄厚，公元前六世纪达到顶峰。遗产包含工事防御的古城毕达哥利翁，还有崇拜赫拉的古庙。许多古代重要哲学家和数学家与萨摩斯岛关系密切，如毕达哥拉斯、伊壁鸠鲁、阿里斯塔克斯。                                                                                                 |
| 韦尔吉纳的考古遗址                                 |      | 中马其顿               | 1996     | 780；i、iii（文化）                | 埃迦伊古城是馬其頓王國第一个首都，除马赛克与彩绘灰泥华丽装饰的纪念宫殿外，遗迹还有三百余座最早可追溯到公元前十一世纪的坟冢，其中就有亚历山大大帝之父腓力二世的坟墓。 |
| 迈锡尼和提那雅恩斯的考古遗址                       |      | 伯罗奔尼撒             | 1999     | 941；i, ii, iii, iv, vi（文化）    | 迈锡尼和提那雅恩斯在公元前十五到十二世纪繁荣发展，是迈锡尼希腊最重要的城市。两市都采用宫廷经济模式，拥有狮子门、阿特柔斯宝库等纪念建筑，线形文字B石板是历史最久远的希腊语见证。两座城市都与荷马、伊利亚特、奥德赛史诗关系密切，对其后的欧洲文学艺术影响深远。                                                                    |
| 帕特莫斯岛的天启洞穴和圣约翰修道院                 |      | 南愛琴                 | 1999     | 942；iii、iv、vi（文化）           | 据基督教传统说法，拔摩島的約翰在帕特莫斯岛写下約翰福音和默示，神学家圣约翰修道院便是为他而建。公元十世纪后期发现后，这里便是朝圣和希臘正教會研习场所。当地还有许多与修道院关系密切的宗教和世俗建筑。 |
| 科孚古城                                           |      | 伊奧尼亞群島區         | 2007     | 978；iv（文化）                    | 克基拉島又称科孚岛，其上位于亚得里亚海入海口的科孚古城可追溯到公元前八世纪。古城对保护威尼斯共和国海上利益免遭奥斯曼帝国侵犯非常重要。威尼斯工程师在岛上修建三座堡垒，古城建筑大多源自威尼斯共和国时期和19世纪纳入英国保护后。                                                                                                   |
| 腓立比考古遗址                                     |      | 东马其顿-色雷斯        | 2016     | 1517；iii、iv（文化）              | 腓力二世公元前356年建起腓立比，就在古罗马厄纳齐雅大道上，还是公元前42年腓立比戰役的战场。羅馬帝國把此地改建成“小罗马”，在希腊建筑中新增罗马论坛等公共建筑。公元49至50年使徒保罗来访后，腓立比发展成早期基督教信仰中心，当地残留的基督教堂和八角形教堂便是明证。                                                                  |
| 扎戈里文化景观                                     |      | 伊庇鲁斯               | 2023     | 1695；v（文化）                    | 扎戈里的小石村散落于希腊西北部的偏远乡村，沿着品都斯山北段的西坡分布。这些传统村落通常围绕着中心广场而建，广场上有一棵悬铃木。村庄外围则是由当地社区养护的神圣森林。这些村落展现了与山区地形相适应的建筑传统。石拱桥、鹅卵石小路和石砌台阶组成路网，串联起作为沃伊多马蒂斯河（Voïdomatis River）流域社区的政治和社会单位的村庄。 |

## 预备名单
除已入选的世界遗产外，接受《保护世界文化和自然遗产公约》的成员国还可以把遗产项目列入预备名单，任何遗产在提名《世界遗产名录》前都必须入选预备名单。希腊到2021年共有14项遗产列入预备名单。
| 名称                                                           | 图像 | 地址（大区）     | 列入年份 | 对应标准                      | 简介 |
| -------------------------------------------------------------- | ---- | ---------------- | -------- | ----------------------------- | --- |
| 中世纪后期希腊菱堡防御工事                                     |      | 九处             | 2014     | ii、iv、v（文化）             | 火药令战争手段破坏力更大，本提名包含的九处防御工事因此变化，是菱堡工事典范。堡垒地点在威尼斯共和国、奥斯曼帝国等势力间易手，其中科孚古城已经入选。                                                                       |
| 达迪亚－莱夫基米－苏夫利翁国家公园                             |      | 东马其顿-色雷斯  | 2014     | x（自然）                     | 大量猛禽在罗多彼山脉林区栖息，欧洲共计四种秃鹫在此就有三种：白兀鷲、西域兀鹫和秃鹫，林区位于西古北界鸟类重要的迁徙路线                                                                                                   |
| 古拉夫里翁                                                     |      | 阿提卡           | 2014     | ii、iv（文化）                | 文献记载表明拉夫里翁地区早在公元前第四个千纪就有矿业活动，此后一直持续到二十世纪。矿区产出的白银为古典时期雅典和海军建设提供资金。如今这里留有矿场和上下游产业遗迹，还包括托里库斯的远古定居点、苏尼翁的波塞冬神廟遗址。 |
| 莱斯沃斯岛石化林                                               |      | 北愛琴           | 2014     | vi、vii、viii、x（复合）      | 莱斯沃斯岛在1850万年前的波尔多期生有大片亚热带混交林，火山爆发将森林埋入地下，植物残骸变成化石。哲学家亚里士多德与泰奧弗拉斯托斯前来探索，写出许多生态学、生物学、地质学、矿物学领域颇具影响的作品。                     |
| 古麦西尼考古遗址                                               |      | 伯罗奔尼撒       | 2014     | i、iii、vi（文化）            | 麦西尼位于伊特霍姆山附近的肥沃山谷，神庙和神社最早可追溯到公元前九到八世纪，底比斯将领伊巴密濃達公元前369年建立古麦西尼城。遗迹保存完好，未受破坏或后世定居点覆盖。                                                      |
| 米诺斯宫廷中心（克诺索斯、斐斯托斯、马里亚、扎克罗、科多尼亚） |      | 克里特           | 2014     | ii、iii、vi（文化）           | 本提名包含青铜时代欧洲强权米诺斯文明最重要的宫廷中心，该文明对东地中海文化影响很大，涉及代达洛斯、伊卡洛斯、迷宮的众多远古神话。                                                                                         |
| 尼科波利斯考古遗迹                                             |      | 伊庇鲁斯         | 2014     | ii、iv、vi（文化）            | 亞克興戰役结束后，奥古斯都在战场附近建起尼科波利斯并持续占领至13世纪，这里是希腊典型的罗马殖民城市，还是早期基督教中心。古迹与公共建筑得以保留，原本长50公里的引水道也有部分留存。                                       |
| 广阔的奥林匹斯山地区                                           |      | 色萨利、中马其顿 | 2014     | vi、viii、ix、x（复合）       | 希腊最高峰奥林匹斯山高2918米，江湖传言奧林匹斯十二主神就住在山上。山坡上建有许多膜拜场所，山顶建筑如奥林匹斯山先知以利亚礼拜堂。当地的动植物群以及地质特征都很有价值。                                                   |
| 普雷斯帕湖区：大希腊与小普雷斯帕湖，包括拜占庭和后拜占庭古迹   |      | 西马其顿         | 2014     | ii、iv、vii、ix、x（复合）    | 普雷斯帕湖周边栖息地多种多样，有湿地、落叶、高山草甸，动植物种类非常丰富。两湖是卷羽鵜鶘最大的繁殖地，还不乏特有植物和鱼类。许多教堂是在拜占庭和后拜占庭时代建成，左图是小普雷斯帕湖。                                   |
| 萨马利亚峡谷国家公园                                           |      | 克里特           | 2014     | vii、viii、ix、x（自然）      | 萨马利亚峡谷位于西克里特的莱夫卡山脉，栖息地多种多样，有海岸，有超两千米高的山脉，还有许多非常深的洞穴。除克里特野山羊外，这里不乏特有种，如胡兀鷲、克里特野猫、地中海僧海豹。                                           |
| 史賓納隆加要塞                                                 |      | 克里特           | 2014     | i、ii、iv、vi（文化）         | 史賓納隆加島是克里特东北近海的岩石小岛，威尼斯时期就建起堡垒保护伊罗达的天然港口。岛屿18世纪落入奥斯曼人之手，20世纪上半叶用作漢生病療養院。                                                                             |
| 爱琴海古塔                                                     |      | 北愛琴、南愛琴   | 2014     | iii、iv（文化）               | 本提名包含爱琴海诸岛和本土建造的十座古塔，其中大部分是公元前四到三世纪建成。这些塔远离城区，主要用于防御，有时与其他防御体系一起发挥作用，或用于瞭望和灯塔。左图是塞里福斯島上的白塔。                                   |
| 古希腊剧院                                                     |      | 十五处           | 2014     | i、ii、iii、iv、v、vi（文化） | 本提名包含希腊各地的十五座剧院。剧院从古典时代起就是城市中心必备元素，建筑形式在公元前四世纪便已完善。提名中的部分剧院已入选世界遗产，如埃皮達魯斯古代劇場、德尔斐剧院，左图的提洛岛剧院。                               |